# Malcolm Rudolph
Malcolm Rudolph (né le 4 janvier 1989 à Maryborough dans le Queensland en Australie) est un coureur cycliste australien.

## Palmarès
- 2007
  -  Champion d'Australie du scratch juniors
- 2008
  - 12e étape du Tour of the Murray River
- 2009
  - 1re étape du Tour de Singkarak (contre-la-montre par équipes)
  - Grafton to Inverell Classic
  - 5e du championnat d'Océanie sur route
- 2010
  - 2e du championnat d'Australie sur route espoirs
  - 3e du championnat d'Australie du critérium espoirs
- 2011
  - Tour de Guam
- 2012
  - 5e étape du Tour of Gippsland
  - 11e étape du Tour of the Murray River
  - 2e du Tour of the Murray River
  - 3e de la Grafton to Inverell Classic
- 2013
  - Charles Coin Memorial

## Classements mondiaux
| Année            | 2009 | 2010 | 2011 | 2012 | 2013 | 2014 | 2015 |
| ---------------- | ---- | ---- | ---- | ---- | ---- | ---- | ---- |
| UCI Asia Tour    | 219e |      |      |      |      |      |      |
| UCI Oceania Tour | 23e  | 82e  | 13e  |      | 38e  | 51e  | 21e  |